# Tibi (község)
Tibi község Spanyolországban, Alicante tartományban. Lakosainak száma 1803 fő (2024). Tibi Agost, Alicante, Castalla, San Vicente del Raspeig és Jijona községekkel határos.

## Népesség
A település lakosságának változását az alábbi diagram mutatja:
| Lakosok száma | 1231 | 1416 | 1572 | 1719 | 1763 | 1657 | 1634 | 1614 | 1691 | 1803 |
|               | 2001 | 2004 | 2006 | 2009 | 2011 | 2014 | 2016 | 2019 | 2021 | 2024 |